# Counter-Strike (серия игр)
Counter-Strike (с англ. — «Контрудар»; сокр. CS или КС) — серия компьютерных игр в жанре командного шутера от первого лица, основанная на движке GoldSrc и выросшая из одноимённой модификации игры Half-Life. Всего в основной серии вышло шесть игр: оригинальная Counter-Strike, Counter-Strike: Condition Zero (мультиплеер с одиночными заданиями), Condition Zero: Deleted Scenes (только сюжетная игра, без мультиплеера) на движке GoldSrc, Counter-Strike: Source, написанная на более современном движке Source, Counter-Strike: Global Offensive и Counter-Strike 2.

## Игры серии

### Основная серия
| Название игры                    | Разработчик                                                  | Издатель                                | Даты выхода и платформы                                         | Движок   |
| -------------------------------- | ------------------------------------------------------------ | --------------------------------------- | --------------------------------------------------------------- | -------- |
| Counter-Strike                   | Valve Corporation                                            | Valve Corporation, Sierra Entertainment | - 2000 — Windows, macOS, Linux, Xbox                            | GoldSrc  |
| Counter-Strike: Condition Zero   | Valve Corporation, Ritual Entertainment, Turtle Rock Studios | Valve Corporation, Sierra Entertainment | - 2004 — Windows - 2013 — macOS, Linux                          | GoldSrc  |
| Counter-Strike: Source           | Valve Corporation, Turtle Rock Studios                       | Valve Corporation                       | - 2004 — Windows, macOS, Linux                                  | Source   |
| Counter-Strike: Global Offensive | Valve Corporation, Hidden Path Entertainment                 | Valve Corporation                       | - 2012 — Windows, macOS, PlayStation 3, Xbox 360 - 2014 — Linux | Source   |
| Counter-Strike 2                 | Valve Corporation                                            | Valve Corporation                       | - 2023 — Windows                                                | Source 2 |

| 1999 | Counter-Strike                   |
| 2000 |                                  |
| 2001 |                                  |
| 2002 |                                  |
| 2003 | Counter-Strike Neo               |
| 2004 | Counter-Strike: Condition Zero   |
| 2004 | Counter-Strike: Source           |
| 2005 |                                  |
| 2006 |                                  |
| 2007 | Counter-Strike Online            |
| 2008 |                                  |
| 2009 |                                  |
| 2010 |                                  |
| 2011 |                                  |
| 2012 | Counter-Strike: Global Offensive |
| 2013 | Counter-Strike Online 2          |
| 2014 | Counter-Strike Nexon: Zombies    |
| 2015 |                                  |
| 2016 |                                  |
| 2017 |                                  |
| 2018 |                                  |
| 2019 |                                  |
| 2020 |                                  |
| 2021 |                                  |
| 2022 |                                  |
| 2023 | Counter-Strike 2                 |

### Counter-Strike
Первоначально будучи модификацией для Half-Life, Counter-Strike была принята как самостоятельная игра Valve Corporation в 2000 году. В 2003 году игра получила релиз на Xbox. Игра также была выпущена для OS X и Linux в виде бета-версии в январе 2013 года. Полный выпуск был опубликован в апреле 2013 года.

### Counter-Strike: Condition Zero
Игра Counter-Strike: Condition Zero была разработана Turtle Rock Studios и выпущена в 2004 году. Она использует движок Half-Life GoldSrc, подобно первой Counter-Strike. Помимо многопользовательского режима, в игре имеется одиночная кампания («Дежурство») с бонусом Counter-Strike: Condition Zero Deleted Scenes. Игра получила смешанные рецензии, в отличие от своего предшественника, и вскоре последовала игра под названием Counter-Strike: Source.

### Counter-Strike: Source
Counter-Strike: Source — первая игра в серии Counter-Strike, выпущенная на движке Source. 18 августа 2004 года бета-версия впервые стала доступна владельцам Counter-Strike: Condition Zero и тем, кто получил ваучер Half-Life 2 в комплекте с некоторыми видеокартами ATI Radeon. В то время как оригинальный релиз включал только версию для Microsoft Windows, в конце концов игра вышла для OS X 23 июня 2010 года и Linux в 2013 году.

### Counter-Strike: Global Offensive
Counter-Strike: Global Offensive — четвёртая игра в основной серии Counter-Strike, разработанная Valve и Hidden Path Entertainment в 2012 году. Как и Counter-Strike: Source, игра работает на движке Source. Она доступна на Microsoft Windows, OSX и Linux, а также консолях Xbox 360, PlayStation 3 и Xbox One.

### Counter-Strike 2
Counter-Strike 2 — многопользовательский тактический шутер от первого лица, разработанный Valve. Valve анонсировала игру в марте 2023 года, объявив, что она выйдет летом 2023 года. Компания заявила, что проведёт ограниченный тест для Counter-Strike 2 в марте 2023 года, доступный только для Windows. Объявление появилось через несколько недель после слухов о сиквеле Counter-Strike: Global Offensive. Релиз игры состоялся 27 сентября 2023 года. На данный момент самая последняя из серии Counter-Strike.

### Спин-оффы
- 2003 — Counter-Strike Neo (японская версия игры для аркадных автоматов) (разработчик: Valve)
- 2004 — CS2D (двухмерный клон Counter-Strike) (разработчик: Peter Schauß, Unreal Software).
- 2008 — Counter-Strike Online (адаптированная для корейской аудитории версия) (разработчик: Nexon при поддержке Valve)
- 2013 — Counter-Strike Online 2 (разработчик: Nexon при поддержке Valve)
- 2014 — Counter-Strike Nexon: Zombies (разработчик: Nexon при поддержке Valve)

## Киберспорт
Counter Strike стала одной из самых популярных игр в киберспорте — по игре регулярно проводятся турниры, подводятся рейтинги лучших игроков и команд.

### Турниры
Качественное отличие Counter-Strike — большое количество чемпионатов, как небольшого масштаба (между любительскими командами), так и мирового — с участием десятков лучших профессиональных команд таких как Natus Vincere (Na`Vi) (Украина), fnatic (Лондон, Шведский состав CS), SK Gaming (Бразилия, соответствующий состав CS) и др. Каждая из таких команд имеет своих спонсоров, менеджеров и огромное число болельщиков. В России наиболее известны такие команды, как Gambit Esports (Казахстан, в составе два россиянина), Vega Squadron, Quantum Bellator Fire и некоторые другие.
Ежегодно проводится множество международных киберспортивных турниров. Мейджоры — самая престижная серия турниров по Counter-Strike, начиная с Global Offensive. Они проводятся при поддержке Valve, а призовой фонд составляет более 1 млн долларов США. Помимо мейджоров, существует множество других серий турниров: Intel Extreme Masters, StarSeries, Electronic Sports World Cup, Cyberathlete Professional League, KODE5 (англ.), ClanBase EuroCup (англ.), CyberEvolution, Electronic Sports League и другие. Также существуют онлайн-платформы (Faceit, ESEA), на которых соревнуются киберспортсмены разного уровня, подключаясь к специальным серверам. На этих платформах регулярно проводятся онлайн-турниры, где можно получить различные призы, деньги или пройти на более престижный турнир. В 2002 году российская команда по Counter-Strike M19 завоевала первое место на чемпионате мира World Cyber Games в Дэйджоне. В 2010 году три чемпионата мира выиграла украинская команда Natus Vincere.
Во многих странах проводятся свои внутренние турниры. Во времена Counter-Strike 1.6 крупнейшим российским турниром считался ASUS Open, который проходил в 2003—2012 годах раз в сезон с пометками Winter, Spring, Summer, Autumn.

### HLTV
HLTV — технология Valve, предоставляющая возможность любому числу зрителей наблюдать за игрой в режиме реального времени (возможно, с небольшой задержкой), а также возможность записи игры. Зрители могут наблюдать за игрой так, как будто они являются наблюдателями на сервере. При этом, игроки не видят зрителей и не могут с ними взаимодействовать.
HLTV поддерживает все наиболее популярные модификации Half-Life такие как: Counter-Strike, Team Fortress Classic, Day of Defeat и многие другие. Система позволяет ограничивать максимальное количество возможных зрителей, трафик до клиента, может выводить сообщения на экран (например, рекламу) или изображения (например, логотип). По умолчанию HLTV транслирует игру с задержкой 30 секунд (параметр можно изменять) для исключения возможной передачи информации зрителями игрокам.
В Counter-Strike: Global Offensive была введена улучшенная система, получившая название GOTV.

## Торговля
На серии Counter-Strike зарабатывает не только Valve. Вокруг игры выстроен многомиллионный бизнес, в основном вокруг торговли лутбоксами, в которых могут оказаться редкие игровые артефакты, например, меняющие внешний вид оружия. Цена самых дорогих предметов может превышать миллион долларов. Её определяет редкость предмета и его характеристики. 
Игроки продают друг другу редкие внутриигровые предметы (скины) как через внутреннюю площадку Steam Market, так и через внешние маркетплейсы (в том числе из-за ценового потолка в 2 тыс. долларов внутри Steam Market). Торговля сильно завязана на текущую политику Valve: к примеру, в 2018 году издатель Counter-Strike запретил игрокам передавать свои предметы другим пользователям менее чем через неделю после получения скина. Это привело к обрушению более половины рынка. 
Оценки рынка варьируются в широких пределах: от одного до десяти миллиардов долларов в 2023 году. Крупнейшей платформой для торговли является проект Buff, принадлежащий китайскому холдингу NetEase. Только в 2021 году ежедневный объём сделок на нём мог доходить до 5 млн долларов. Вторым по объёмам торгов является CS.Money. Среди десятков других игроков рынка крупнейшими являются DMarket, Tradeit, CSFloat и другие.